# Баден (регион)
Баден се односи на територију и бивше војводство у југозападној Немачкој.
Главни град Бадена је Карлсруе. Други значајни градови су Хајделберг, Фрајбург и Манхајм. Територија носи име по дворцу Хоенбаден (Hohenbaden) код Баден-Бадена, где су столовали први феудални владари. 
Баден са југа и запада ограничава река Рајна, на југоистоку је Боденско језеро, а на истоку планина Шварцвалд. 

## Историја
Маркгрофовија Баден била је историјска чланица Светог римског царства до његовог распуштања 1806. После тога је основано Велико војводство Баден, које је трајало до 1918. У међуратном периоду, Баден је био република у саставу Вајмарске Немачке. Од 1952. Баден је део немачке савезне државе Баден-Виртемберг.